# Percy Marmont
Percy Marmont (25 de novembro de 1883 – 3 de março de 1977) foi um ator de cinema britânico. Ele apareceu em mais de 80 filmes entre 1916 e 1968.

## Filmografia selecionada
- The Monk and the Woman (1917)
- Rose of the World (1918)
- The Lie (1918)
- The Turn of the Wheel (1918)
- Three Men and a Girl (1919)
- The Climbers (1919)
- Away Goes Prudence (1920)
- Dead Men Tell No Tales (1920)
- Without Benefit of Clergy (1921)
- The Enemy Sex (1924)
- Broken Laws (1924)
- Daddy's Gone A-Hunting (1925)
- Lord Jim (1925)
- The Street of Forgotten Men (1925)
- Aloma of the South Seas (1926)
- Mantrap (1926)
- Sir or Madam (1928)
- The Warning (1928)
- The Silver King (1929)
- Rich and Strange (1931)
- Her Imaginary Lover (1933)
- The White Lilac (1935)
- Vanity (1935)
- The Captain's Table (1936)
- Young and Innocent (1937)
- Action for Slander (1937)
- Penn of Pennsylvania (1941)
- Those Kids from Town (1942)
- Four Sided Triangle (1953)
- Knave of Hearts (1954)
- Footsteps in the Fog (1955)
- Hostile Witness (1968)